# Битва за Гому (2025)
Битва за Гому (фр. Bataille de Goma) — сражение за столицу конголезской провинции Северное Киву, произошедшее 25—30 января 2025 года в ходе наступления «Движения 23 марта» на ДР Конго, между Движением 23 марта и Руандой с одной стороны и конголезскими правительственными войсками при поддержке войск ООН с другой.
Руанда заявила, что защищается от угрозы со стороны конголезских ополченцев.

## Предыстория
В 2022 году М23 возобновило своё существование. С марта 2022 года Руанда участвует в конфликте с ДР Конго.

## Ход событий
Утром 25 января M23 продвинулась на окраину Гомы, но, как сообщается, продвижение было отброшено силами ДР Конго. M23 захватила и закрыла международный аэропорт Гомы.
К вечеру 26 января поступили сообщения о том, что повстанцы прорвались через район Муниги в 9 километрах от центра города Гома. 13 миротворцев были убиты в ходе боевых действий.
27 января М23 полностью захватили Гому. По словам уругвайских миротворцев, 100 конголезских солдат сдались и передали свое оружие на базе МООНСДРК, как того требовали повстанцы, в то время как 26 конголезских военнослужащих и один полицейский сдались руандийским пограничникам близ Гомы.
По некоторым данным, во время боев за Гому 27 января 17 мирных жителей погибли, 370 ранены.
28 января Корнель Нангаа, лидер «Альянса реки Конго», в которое входит М23, сказал, что целью повстанцев является захват власти в ДР Конго.
28 января в результате боевых столкновений пострадало 367 человек.
28 января был захвачен аэропорт Гомы.
29 января число погибших жителей выросло до 100 человек, ранено более 1000. Около 1300 человек сдались в плен.
30 января лидер М23 заявил о полном захвате города.

## Протесты
28 января 2025 года возле посольства США в Киншасе разгорелись протесты, в ходе которых манифестанты поджигали покрышки. Основным требованием было участие международного сообщества в разрешении кризиса.

## Оценки
Британский еженедельник The Economist сравнивает действия Руанды с действиями России в Донбассе в 2014 году. По мнению издания, руандийский диктатор Поль Кагаме скопировал тактику Владимира Путина: отряды малоизвестной группировки M23 вооружаются и направляются его режимом под предлогом защиты местной народности тутси. На деле M23 преследуют интересы правительства Руанды и захватывают территорию соседнего государства, одновременно отрицая этот факт. По оценкам ООН, на территорию Конго вторглись тысячи руандийских солдат, что Руанда отрицает, несмотря на свидетельства очевидцев.
Британское издание Guardian опубликовало материал, что Руанда потеряла не менее 800 бойцов, ссылаясь на источники и спутниковые фотографии кладбищ, которые откапывает Руанда.